# Löberöds landskommun
Löberöds landskommun var en tidigare kommun i dåvarande Malmöhus län.

## Administrativ historik
Kommunen bildades om så kallad storkommun vid kommunreformen 1952 genom sammanläggning av kommunerna Hammarlunda, Harlösa och Högseröd.
I Hammarlunda och Högseröds landskommuner fanns sedan 1899 Löberöds municipalsamhälle som kvarstod i denna kommun till den upplöstes 31 december 1954. Kommunen ägde bestånd fram till 1971, då den lades samman med Eslövs kommun.
Kommunkoden var 1252.

### Kyrklig tillhörighet
I kyrkligt hänseende tillhörde kommunen församlingarna Hammarlunda, Harlösa och Högseröd. Dessa församlingar gick samman 2006 att bilda Löberöds församling.

## Geografi
Löberöds landskommun omfattade den 1 januari 1952 en areal av 89,81 km², varav 87,97 km² land.

### Tätorter i kommunen 1960
| Tätort  | Folkmängd |
| ------- | --------- |
| Löberöd | 596       |
| Harlösa | 457       |

Tätortsgraden i kommunen var den 1 november 1960 33,2 procent.

## Politik

### Mandatfördelning i valen 1950-1966
| 10 | 14 | 6 | 5 |

| 32 |

| 9 | 3 | 11 | 7 | 5 |

| 34 |

| 8 | 2 | 14 | 5 | 6 |

| 33 |

| 10 | 14 | 6 | 5 |

| 34 |

| 9 | 16 | 5 | 5 |

| 31 |